# Ground-Based Midcourse Defense

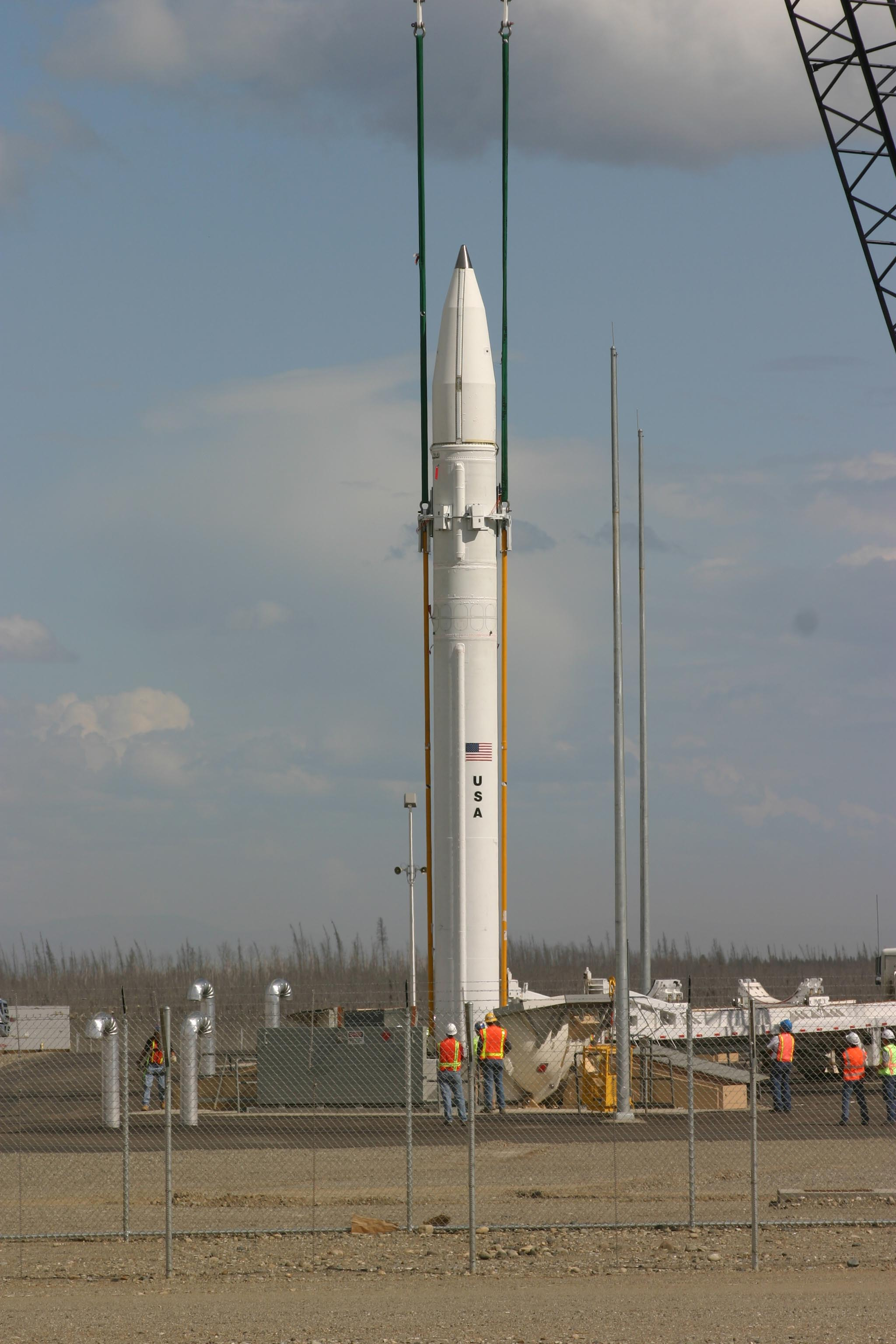
Un misil interceptor terrestre del sistem GMD cargado en un silo en Fort Greely, Alaska, en julio de 2004.

Ground-Based Midcourse Defense, GMD (Defensa terrestre a mitad de curso) es el sistema de misiles antibalísticos de los Estados Unidos para interceptar ojivas entrantes en el espacio, durante la fase intermedia del vuelo de la trayectoria balística. Es un componente importante de la estrategia estadounidense de defensa antimisiles para contrarrestar los misiles balísticos, incluidos los misiles balísticos intercontinentales (ICBM) que transportan ojivas nucleares, químicas, biológicas o convencionales. El sistema está desplegado en bases militares de los Estados de Alaska y California; en 2018 comprende 44 interceptores y abarca 15 zonas horarias con sensores en tierra, mar y órbita. En 2019, una revisión de la defensa antimisiles solicitó que 20 interceptores terrestres adicionales tuvieran su base en Alaska.
GMD es administrado por la Agencia Antimisiles de Defensa de EE. UU. (MDA), mientras que el control operativo y la ejecución corre a cargo del Ejército de los Estados Unidos, y las funciones de apoyo las proporciona la Fuerza Aérea de los Estados Unidos. Anteriormente conocido como Defensa Nacional contra Misiles (NMD), el nombre se cambió en 2002 para diferenciarlo de otros programas de defensa antimisiles de Estados Unidos, como los programas de intercepción espaciales y marítimos, o la defensa dirigida a la fase de impulso y las fases de vuelo de reentrada. Se proyectó que el programa habría costado 40 mil millones de dólares para 2017. Ese año, la MDA programó su primera prueba de intercepción en tres años a raíz del acelerado programa de pruebas de misiles de largo alcance de Corea del Norte.